# Фадеев, Валентин Илларионович
Валенти́н Илларио́нович Фаде́ев (17 февраля 1923, Самарканд — 18 февраля 1990, Москва) — советский военный, государственный и политический деятель, генерал-лейтенант.

## Биография
Родился в 1923 году в Самарканде. Член КПСС с 1943 года.
С 1941 года — на военной службе, общественной и политической работе.
Участник Великой Отечественной войны 1941—1945 гг.. Офицерскую службу начал командиром огневого взвода 35-го запасного артполка в Сибирском военном округе 1 августа 1941 года. Воевал в составе фронтов: Карельского в должности командира батареи; Закавказского (Черноморская группа войск) — помощником начальника штаба артиллерии корпуса; Северо-Кавказского — командиром батареи; 3-го Белорусского — командиром дивизиона. Воевал в Белоруссии, Литве и Восточной Пруссии. Войну завершил в звании капитана.
С июня 1946 года В. И. Фадеев помощник начальника 1-го отдела артиллерии Барановичского военного округа, командир дивизиона, в штабе артиллерии Белорусского военного округа, начальник оперативно-разведывательного отдела штаба артиллерии Белорусского военного округа, командир 22-й инженерной бригады РВГК, командир 37 ракетной дивизии, заместитель командира 5-го отдельного ракетного корпуса, командир 7-го гвардейского отдельного ракетного корпуса, первый заместитель командующего Омской ракетной армией, начальник 5-го НИИП (Байконур), старший преподаватель кафедры ракетных войск и артиллерии Военной академии ГШ ВС СССР им. К. Е. Ворошилова.
Избирался депутатом Верховного Совета Казахской ССР 9-го созыва. Делегат XXII и XXV съездов КПСС.
Умер в Москве в 1990 году. Похоронен на Троекуровском кладбище.
Внук — Валентин Викторович Фадеев — эндокринолог, член-корреспондент РАН.